# Phytomyptera erisma
Phytomyptera erisma är en tvåvingeart som först beskrevs av Henry J. Reinhard 1962.  Phytomyptera erisma ingår i släktet Phytomyptera och familjen parasitflugor.
Artens utbredningsområde är Arizona. Inga underarter finns listade i Catalogue of Life.